# Puerto Rico az 1988. évi téli olimpiai játékokon
Puerto Rico a kanadai Calgaryban megrendezett 1988. évi téli olimpiai játékok egyik részt vevő nemzete volt. Az országot az olimpián 3 sportágban 9 sportoló képviselte, akik érmet nem szereztek.

## Alpesisí
Férfi
| Versenyző        | Versenyszám            | 1. futam      | 1. futam      | 2. futam | 2. futam | Összesítés    | Összesítés    |
| Versenyző        | Versenyszám            | Idő           | Hely.         | Idő      | Hely.    | Idő           | Helyezés      |
| ---------------- | ---------------------- | ------------- | ------------- | -------- | -------- | ------------- | ------------- |
| Jason Edelmann   | Műlesiklás             | 1:48,34       | 69.           | 1:10,38  | 42.      | 2:58,72       | 52.           |
| Jason Edelmann   | Óriás-műlesiklás       | nem ért célba | nem ért célba | kiesett  | kiesett  | kiesett       | kiesett       |
| Jason Edelmann   | Szuperóriás-műlesiklás |               |               |          |          | 2:09,93       | 52.           |
| Félix Flechas    | Óriás-műlesiklás       | 1:38,01       | 77.           | 1:34,99  | 67.      | 3:13,00       | 67.           |
| Félix Flechas    | Szuperóriás-műlesiklás |               |               |          |          | nem ért célba | nem ért célba |
| Walter Sandza    | Óriás-műlesiklás       | 1:35,34       | 76.           | 1:33,43  | 66.      | 3:08,77       | 66.           |
| Walter Sandza    | Szuperóriás-műlesiklás |               |               |          |          | 2:25,95       | 56.           |
| Jorge Torruellas | Műlesiklás             | nem ért célba | nem ért célba | kiesett  | kiesett  | kiesett       | kiesett       |
| Kevin Wilson     | Műlesiklás             | 1:21,73       | 58.           | 1:13,45  | 45.      | 2:35,18       | 43.           |
| Kevin Wilson     | Óriás-műlesiklás       | 1:26,31       | 71.           | 1:22,88  | 61.      | 2:49,19       | 61.           |
| Kevin Wilson     | Szuperóriás-műlesiklás |               |               |          |          | nem ért célba | nem ért célba |

Női
| Versenyző       | Versenyszám      | 1. futam      | 1. futam      | 2. futam | 2. futam | Összesítés | Összesítés |
| Versenyző       | Versenyszám      | Idő           | Hely.         | Idő      | Hely.    | Idő        | Helyezés   |
| --------------- | ---------------- | ------------- | ------------- | -------- | -------- | ---------- | ---------- |
| Mary Pat Wilson | Műlesiklás       | nem ért célba | nem ért célba | kiesett  | kiesett  | kiesett    | kiesett    |
| Mary Pat Wilson | Óriás-műlesiklás | kizárták      | kizárták      | kiesett  | kiesett  | kiesett    | kiesett    |

## Biatlon
| Versenyző       | Versenyszám  | Lövőhiba | Időeredmény | Helyezés |
| --------------- | ------------ | -------- | ----------- | -------- |
| Elliot Archilla | 10 km sprint | 6        | 47:47,4     | 72.      |
| Elliot Archilla | 20 km egyéni | 13       | 1:51:57,6   | 68.      |

## Szánkó
| Versenyző     | Versenyszám | 1. futam | 1. futam | 2. futam | 2. futam | 3. futam | 3. futam | 4. futam | 4. futam | Összesítés | Összesítés |
| Versenyző     | Versenyszám | Idő      | Hely.    | Idő      | Hely.    | Idő      | Hely.    | Idő      | Hely.    | Idő        | Helyezés   |
| ------------- | ----------- | -------- | -------- | -------- | -------- | -------- | -------- | -------- | -------- | ---------- | ---------- |
| Raúl Muñiz    | Férfi egyes | 50,184   | 35.      | 49,849   | 33.      | 50,480   | 32.      | 50,449   | 33.      | 3:20,962   | 31.        |
| George Tucker | Férfi egyes | 50,748   | 36.      | 50,249   | 34.      | 51,688   | 33.      | 54,440   | 36.      | 3:27,125   | 34.        |